# Ad Astra (maison d'édition)
Pour les articles homonymes, voir Ad astra.
Ad Astra est une maison d'édition française, du début du XXIe siècle, spécialisée dans les genres de l'imaginaire, plus particulièrement la science-fiction, mais aussi le fantastique.

## Historique
La maison d'édition est fondée en 2010 par deux frères, Xavier et Mikaël Dollo (Xavier est également auteur sous le nom de Thomas Geha). Son siège d'abord établi à Laval (Mayenne), est transféré à Rennes en mai 2015. La maison d'édition cesse son activité en septembre 2018.

## Titres
- Les Pilleurs d'âmes, roman de Laurent Whale (2010).
- Contes de villes et de fusées, anthologie dirigée par Lucie Chenu (2010).
- Sketchbook, carnet de croquis de Éric Scala (2010).
- Sanshodo, la voie des trois vérités, recueil de nouvelles de Jean Millemann (2011).
- Intégrale du Cycle de Lanmeur, tome I : Les Contacteurs, de Christian Léourier (2011).
- Et pour quelques gigahertz de plus, roman de Ophélie Bruneau (2011).
- Intégrale du Cycle de Lanmeur, tome II : Les enfants du Léthé, de Christian Léourier (2012).
- Des nouvelles de Ta-Shima, recueil de nouvelles de Adriana Lorusso (2012).
- Métaphysique du vampire, roman de Jeanne-A Debats (2012).
- Intégrale du Cycle de Lanmeur, tome III : Les Rêveurs de l'Irgendwo, de Christian Léourier (2013).
- Intégrale du Cycle de Lanmeur, tome IV : Aux Origines du Rassemblement, de Christian Léourier (2015).
- Les Compagnons du Foudre, roman de Denis Hamon (2015).
- Les Saisons de l'indépendance, roman de Martin Lessard (2016).

## Distinctions
- 2011 : Prix Rosny aîné pour Les Pilleurs d'âmes[2].
- 2013 : Prix spécial du Grand prix de l'Imaginaire pour la réédition de l'intégrale du Cycle du Lanmeur[3].